# FC Martigues
FC Martigues (Football Club de Martigues) je francoski nogometni klub, ki tekmuje v Championnat National, tretji francoski nogometni ligi. Klub je bil ustanovljen leta 1921. Leta 1970 se je prvič prebil v francosko drugo ligo. 
Največji uspeh je klub dosegel leta 1993, ko se je uvrstil v Ligue 1, prvo francosko ligo. V prvi ligi je ostal tri sezone, leta 996 pa je ponovno izpadel v drugo ligo. Leta 1998 je izpadel v tretjo ligo, leta 2000 pa se je ponovno uvrstil v drugo ligo. V tej ligi je klub igral dve sezoni, ko je spet izpadel v tretjo ligo. Zaradi finančnih težav je klub bankrotiralin se je bil prisiljen reformirati. Igranje je klub nadaljeval v drugi najnižji ligi, kjer je sezono 2006/07 končal na 14. mestu, sezono 2007/08 je končal na 19. mestu in tako izpadel v najnižjo francosko ligo. 
Domači stadion kluba je Stade Francis Turcan s kapaciteto 12.000 gledalcev.

## Trenutna postava
| Št. | Država             | Položaj | Igralec             |
| --- | ------------------ | ------- | ------------------- |
|     | Francija           | GK      | Benoît Pansier      |
|     | Francija           | GK      | Baptiste Reynet     |
|     | Togo               | GK      | Baba Tchagouni      |
|     | Francija           | DF      | Geoffrey Cantini    |
|     | Slonokoščena obala | DF      | Abdoulaye Coulibaly |
|     | Francija           | DF      | Jérôme Erceau       |
|     | Francija           | DF      | Julien Gibert       |
|     | Francija           | DF      | Frédéric Laurent    |
|     | Francija           | DF      | Rémi Nusbaumer      |
|     | Francija           | DF      | Lloyd Palun         |
|     | Togo               | DF      | Franck Toye Alawo   |
|     | Slonokoščena obala | MF      | Nohoun Diallo       |

| Št. |          | Položaj | Igralec                  |
| --- | -------- | ------- | ------------------------ |
|     | Francija | MF      | Othman Djellilanine      |
|     | Francija | MF      | Jean-Baptiste Franceschi |
|     | Francija | MF      | Fouad Maameri            |
|     | Francija | MF      | Guillaume Plessis        |
|     | Francija | MF      | Moro Sangaré             |
|     | Francija | MF      | Kenny Vigier             |
|     | Francija | FW      | Nassuf Ahamada           |
|     | Kamerun  | FW      | Stéphane Biakolo         |
|     | Francija | FW      | Andy Luc                 |
|     | Francija | FW      | Moustapha N'Doye         |
|     | Francija | FW      | Grégory Nicot            |

## Znani igralci
- Ali Benarbia
- Eric Cantona
- Yves Herbet
- Kamel Ghilas

## Trenerji
| - Georges Kramer:1945 - 1946 - René Dambrine :1947 - 1948 - Robert Costamagna :1948 - 1951 - Molina - Défossé - Huard - Emile Daniel :1963 - 1964 - Jacques Sucré :1967 - 1980 - Yves Herbet :1980 - 1982 - Henri Noël :1982 - december 1984 - Michel Legros :december 1984 - 1985 - Yves Herbet :1985 - januar 1988 - Paul Orsatti :januar 1988 - 1992 - Christian Sarramagna :1992 - 1994 | - René Exbrayat : 1994 - marec 1996 - Patrick Parizon :marec 1996 - september 1998 - Yves Herbet in Mahmoud Guendouz: september 1998 - 1999 - Christian Dalger :1999 - oktober 1999 - Mahmoud Guendouz: oktober 1999 - december 2000 - Christian Caminiti :december 2000 - oktober 2001 - Guy David :oktober - december 2001 - Baptiste Gentili :december 2001 - 2002 - Michel Estevan:2002 - januar 2003 - Roland Gransart: januar 2003 - 2003 - Franck N'Dioro : 2003 - februar 2004 - Michel Estevan : februar - november 2004 - Patrice Eyraud : november 2004 - 2008 - Claude Calabuig : 2008- |